# بخش مدیسون (شهرستان ساندوسکی، اوهایو)
بخش مدیسون (به انگلیسی: Madison Township) یک منطقهٔ مسکونی در ایالات متحده آمریکا است که در شهرستان ساندوسکای، اوهایو واقع شده‌است.
 بخش مدیسون ۷۰٫۶ کیلومتر مربع مساحت و ۳٬۷۲۱ نفر جمعیت دارد و ۲۰۷ متر بالاتر از سطح دریا واقع شده‌است.